# Gończy berneński

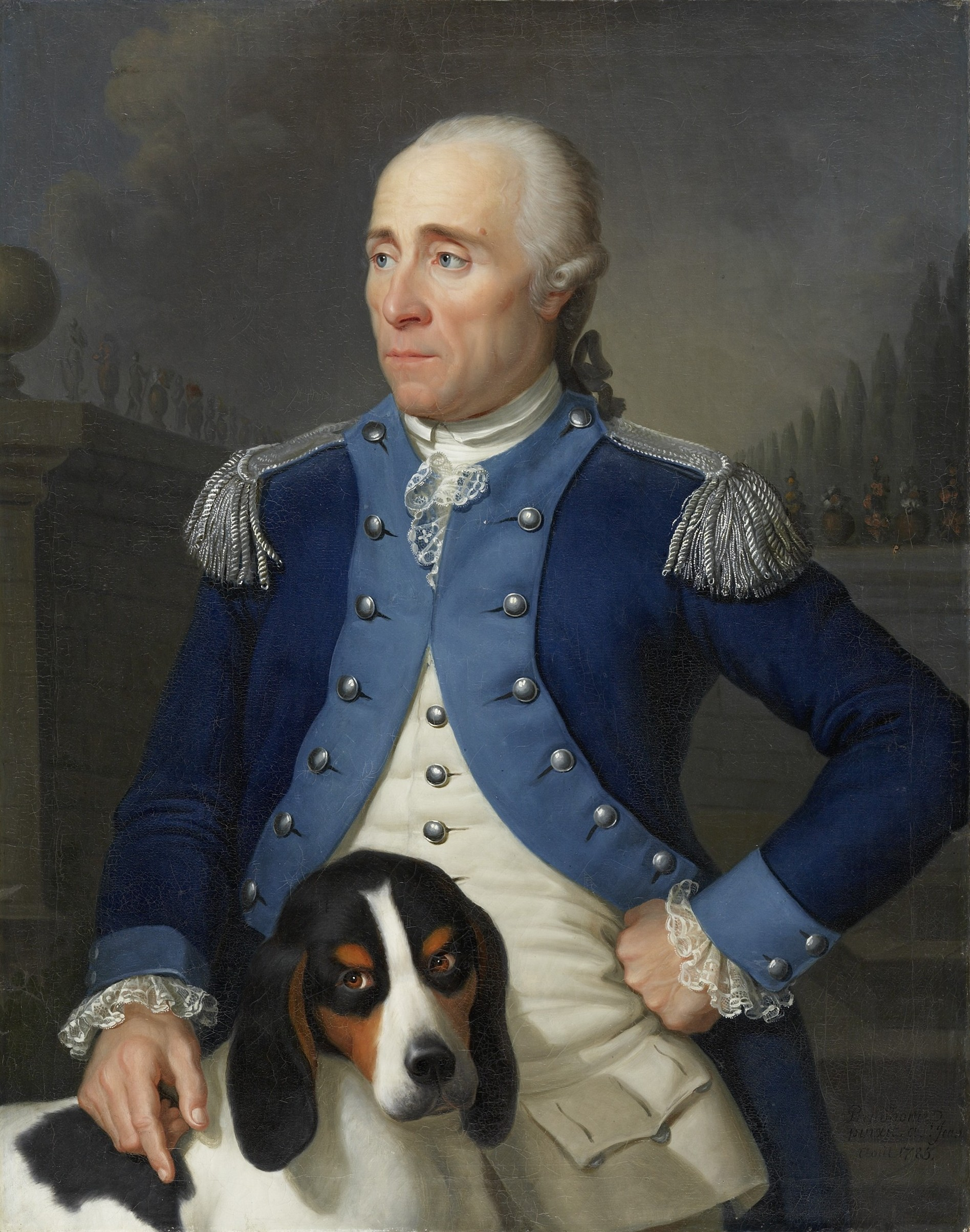
Franz Rudolf Frisching sportretowany wraz z gończym berneńskim

Gończy berneński – jedna z ras psów, należąca do grupy psów gończych i posokowców, zaklasyfikowana do sekcji psów gończych.

## Krótki rys historyczny
Rasa powstała w XI wieku. Przetrwała do dziś głównie dzięki powstałemu w 1931 roku Szwajcarskiemu Klubowi Psów Gończych.

## Użytkowość
Od początku psy tej rasy wykorzystywane są przez myśliwych polujących w Alpach.

## Charakter i temperament
Aktywny i pojętny.

## Wygląd
Umaszczenie jest trójkolorowe, na tułowiu czarno-białe, z podpalaniem na pysku i czasem na nogach. Podszerstek miękki, a sierść zewnętrzna twarda i gęsta. Kufa i szyja mocne. Uszy długie i stożkowate.